# جابريال كاراباخال

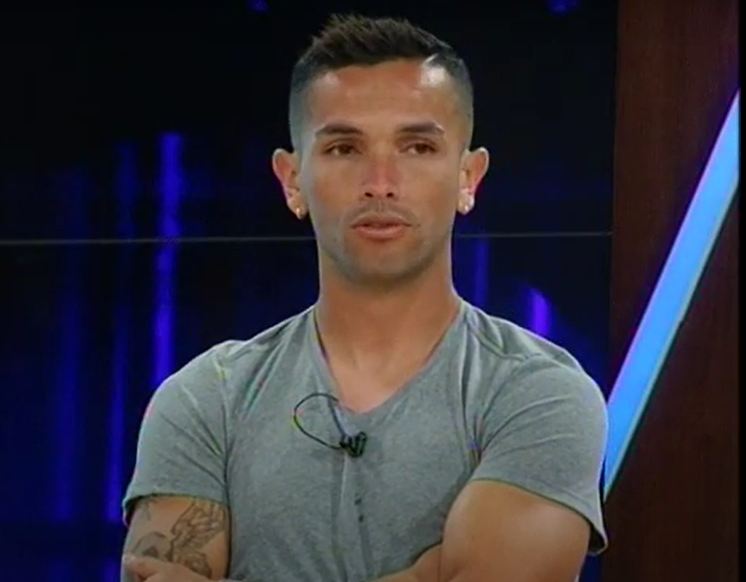
جابريال كاراباخال في عرض تلفزي عام 2019

جابريال كاراباخال (بالإسبانية: Gabriel Carabajal)‏ (9 ديسمبر 1991 في الأرجنتين - ) هو لاعب كرة قدم أرجنتيني في مركز الوسط. لعب مع غودوي كروز.

## وصلات خارجية
- جابريال كاراباخال على موقع قاعدة بيانات كرة القدم.إي يو (الإنجليزية)
- جابريال كاراباخال على موقع Soccerway.com (الإنجليزية)